# Macula Transfer
Macula Transfer este numele celui de-al treilea album de studio al liderului din Tangerine Dream, Edgar Froese, album lansat în 1976.

## Tracklist
1. "OS 452" (7:56)
2. "AF 765" (11:04)
3. "PA 701" (7:36)
4. "Quantas 611" (4:58)
5. "IF 819" (4:26)

- Toate compozițiile au fost scrise de Edgar Froese